# Blépharoplastie

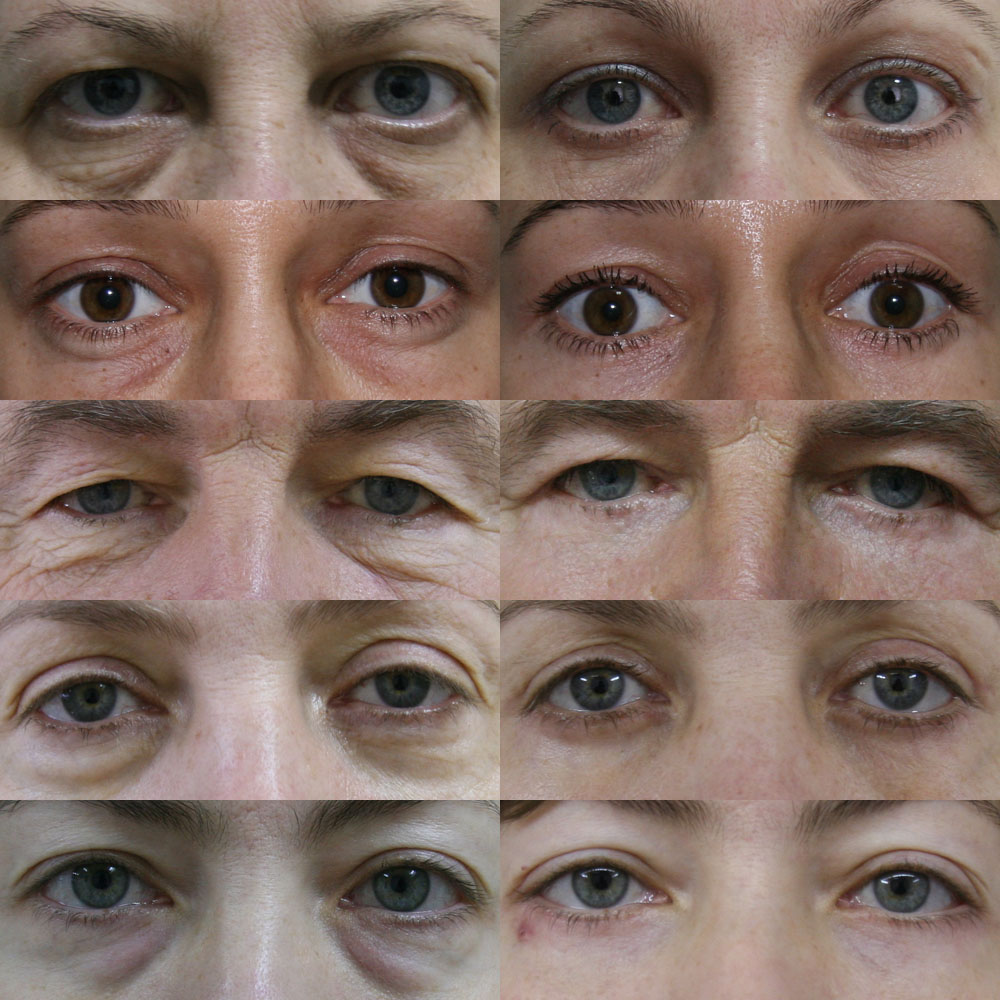
Avant et après opération de blépharoplastie

La blépharoplastie est une opération de chirurgie esthétique permettant de corriger des problèmes de paupières tombantes qui donnent un aspect vieilli et fatigué au visage. 
Cette chirurgie est également indiquée pour améliorer le champ visuel et embellir le regard d'un patient souffrant d'une blépharoptôse (ptosis) ou d'une ptôse palpébrale. Elle peut être bilatérale (lifting des paupières inférieures et supérieures au même temps) ou unilatérale (lifting des paupières inférieures ou supérieures). 

## But de l'intervention
L'intervention a pour but de réduire l'excédent de peau de la paupière et de supprimer les poches de graisse. On peut opérer les paupières supérieures ou inférieures séparément ou simultanément. 
Certains médecins recommandent également la blépharoplastie pour traiter les cernes si ceux-ci sont causés par un excès de tissu graisseux.  Dans ce cas, la procédure se nomme blépharoplastie inférieure transconjonctivale. 

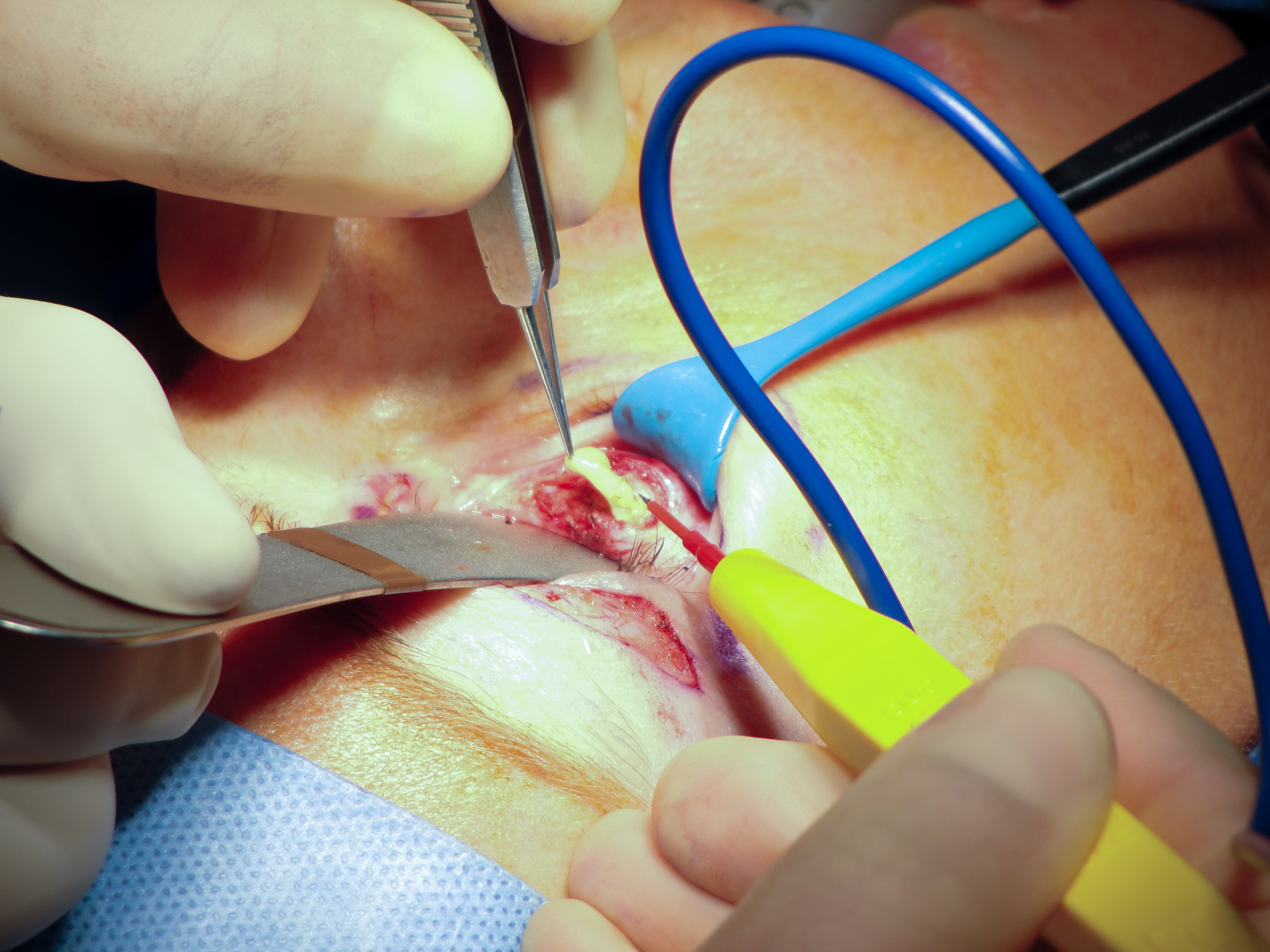
Intervention de blépharoplastie inférieure droite par voie trans-conjonctivale.

L'anesthésie peut être locale ou générale. L'intervention ne nécessite généralement pas d'hospitalisation (un séjour ambulatoire suffit).

## Après l'intervention
Après l'intervention, une petite gêne peut se faire sentir en fermant les yeux durant quelques jours. Grâce à une technique soigneuse, les hématomes sont quasi systématiques[réf. souhaitée] mais ne durent que quelques jours. Collyre et poche à glace soulageront les ecchymoses ou les yeux larmoyants.
Les complications sont rares, avec la possibilité d'hématomes, d'infections, d'ectropion (paupière éversée), ou de ptôse (chute de la paupière).